# Yusef Lateef
Yusef Abdul Lateef, właśc. William Emanuel Huddleston (ur. 9 października 1920 w Chattanoodze, zm. 23 grudnia 2013 w Shutesbury) – amerykański kompozytor, pedagog i multiinstrumentalista jazzowy.

## Życiorys
Yusef Lateef urodził się 9 października 1920 roku. Przeniósł się z rodziną do Detroit w 1925 roku. W 1950 roku powrócił do Detroit, gdzie zaczął studiować kompozycję i naukę na flecie na Uniwersytecie Wayne State. Po powrocie do Nowego Jorku w 1960 roku podjął dalsze studia na flecie z Haroldem Jonesem i Johnem Wummer na Manhattanie w School of Music i uzyskał stopień licencjata w 1969 roku i tytuł magistra w edukacji muzycznej w 1970 roku. Od 1972 do 1976 roku był profesorem muzyki w Borough of Manhattan Community College. Jako instrumentalista z własnym zespołem występował w salach koncertowych i na uczelniach i festiwalach muzycznych w Stanach Zjednoczonych, Europie, Japonii i Afryce. Został uhonorowany nagrodą Grammy i nagrodą NEA Jazz Masters w kategorii Life Achievement. Zmarł w dniu 23 grudnia 2013 roku na raka prostaty.